# إيفيلين ريختر
إيفيلين ريختر (بالألمانية: Evelyn Richter)‏ هي مصورة ألمانية، ولدت في 31 يناير 1930 في باوتسن في ألمانيا.